# Авдорханов, Ахмад Зелимханович
Ахмад Зелимханович Авдорханов (5 августа 1971 — 12 сентября 2005) — чеченский полевой командир, бригадный генерал национальной армии Ичкерии. С начала 1990-х годов был активным участником продудаевских вооруженных формирований, с 1994 года воевал в составе президентской гвардии Джохара Дудаева, начальник охраны Масхадова (с 1997 года), командир Президентской гвардии (с февраля 2000 года), командующий Гудермесским сектором Восточного Фронта ВС ЧРИ (2003 — 5 мая 2005), командующий Восточным Фронтом ВС ЧРИ (5 мая — 12 сентября 2005). Ближайший соратник Аслана Масхадова. Был женат, есть дочь. Погиб 12 сентября 2005 (34 года).

## Биография
Родился 5 августа 1971 года в селе Аллерой Чечено-Ингушской АССР.
В 1977 году поступил в подготовительный класс местной школы.
В 1989 году окончил Серноводский сельскохозяйственный техникум по специальности «агроном».
В 1989—1991 гг. проходил срочную службу в рядах ВС СССР, служил в ракетных войсках, расквартированных на территории г. Тарту (Эстонская ССР). Уволен в запас в звании старшего сержанта.
«Чеченская революция» 1991 года
8 июня 1991 года на II сессии ОКЧН генерал авиации ВВС СССР Джохар Дудаев провозгласил Чеченскую Республику (Нохчи-чо), таким образом, в республике сложилось двоевластие. 27 октября 1991 года в республике под контролем соратников Дудаева прошли выборы президента Чеченской Республики Ичкерия и парламента, Президентом республики был избран Джохар Дудаев. Авдорханов являлся активным участником революционных событий осени 1991 года в городе Грозном.
Закон об обороне Чеченской Республики от 24 декабря 1991 года ввёл обязательную воинскую службу для всех граждан Чечни мужского пола; при этом на действительную службу призывались юноши 19-26 лет. 20-летний Ахмад Авдорханов служил в Президентской гвардии Д. Дудаева.
С лета 1994 года в Чечне развернулись боевые действия между верными Дудаеву войсками и оппозиционными силами Временного совета Чеченской Республики, неофициально поддерживаемыми Россией. 
Первая чеченская война
С первых же дней начала Первой чеченской войны (с 26 ноября 1994 года, когда силы Временного совета Чеченской Республики при поддержке российских вертолётов и бронетехники атаковали Грозный) воевал в составе Президентской гвардии Джохара Дудаева.
С 1995 года находился в личной охране начальника Главного штаба ВС ЧРИ Аслана Масхадова, а в 1996 году возглавил эту службу безопасности. 
Межвоенный период
21 апреля 1996 года Джохар Дудаев был убит. А 31 августа 1996 года представителями России и Ичкерии в городе Хасавюрте были подписаны соглашения о перемирии. Российские войска полностью выводились из Чечни, а решение о статусе республики было отложено до 31 декабря 2001 года.
В январе 1997 года, когда Аслан Масхадов был избран Президентом ЧРИ, Авдорханов стал начальником Президентской охраны.
В 1997 году Авдорханов вместе с Президентом ЧРИ Асланом Масхадовым совершил хадж (паломничество) в святые места мусульман на территории Саудовской Аравии.
Сопровождал Президента ЧРИ Аслана Масхадова во всех его заграничных поездках: в Азербайджан, Великобританию, Грузию, Малайзию, Россию, США, Турцию и т. д.
Вторая чеченская война
После ввода российских войск в Чечню в сентябре 1999 года Масхадов возглавил вооружённое сопротивление и занял пост руководителя Государственного комитета обороны ЧРИ. Авдорханов являлся активным участником Второй чеченской войны.
С февраля 2000 года Авдорханов был командиром Президентской гвардии (вместо Ильяса Талхадова, убитого в ущелье реки Ваштар). В начале марта 2000 года Масхадов был объявлен Генеральной прокуратурой РФ на Северном Кавказе в федеральный розыск по обвинению в вооруженном мятеже. 12 июня 2000 года президент России В. Путин назначил главой администрации Чеченской Республики муфтия Чечни Ахмата Кадырова. Авдорханов находился вместе с Масхадовым преимущественно в горной части Чечни.
В 2003 году приказом Верховного Главнокомандующего ВС ЧРИ Аслана Масхадова был назначен командующим Гудермесским сектором Восточного Фронта ВС ЧРИ.
В сентябре—октябре 2004 года спецподразделения МВД Чеченской Республики вели операцию против отряда полевого командира Ахмеда Авдорханова. Возглавлял спецоперацию первый вице-премьер правительства Чеченской Республики Рамзан Кадыров.
5 мая 2005 года указом Президента ЧРИ Абдул-Халима Садулаева был назначен командующим Восточным Фронтом ВС ЧРИ (до него эту должность занимали амиры Нураддин и Абу аль-Валид).
Являлся кавалером высшего ордена ЧРИ «Къоман сий» («Честь нации») и ряда других правительственных наград ЧРИ. Имел воинское звание бригадного генерала ВС ЧРИ.
Авдорханов был одним из самых влиятельных командиров Второй чеченской войны, отличался особой смелостью, категорически выступал против ваххабитов (но в итоге: виду сложившихся обстоятельств близился с ваххабитами). 
Был отравлен и умер 12 сентября 2005 года. После сообщений о его смерти, и соратники и враги отзывались о нем с большим уважением.

## Семья
Был женат, имеет дочь.
Его младший брат — Заурбек (амир Заурбек), полевой командир в Имарате Кавказ погиб в 2012 году.